# 玖村まゆみ
玖村 まゆみ （くむら まゆみ、1964年2月20日 -）は、日本の小説家、推理作家。

## 経歴・人物
東京都生まれ。中学・高校時代はバレーボールをしていた。中央大学商学部を卒業する。在学中は体育連盟航空部に所属していた。大学卒業後、航空会社にキャビンアテンダントとして勤務する。24歳のときに作家を志し、航空会社を退職した後、ポルトガル、島根県と居を移しながら創作活動を続ける。
2011年、法律事務所勤務の傍ら執筆した『完盗オンサイト』（応募時タイトル「クライミング ハイ」）で第57回江戸川乱歩賞を受賞する（同時受賞は、川瀬七緒「よろずのことに気をつけよ」）。同賞史上初の女性2人同時受賞となったことに加え、渡辺容子（「左手に告げるなかれ」）以来、15年ぶりの女性受賞者となったことから、注目を集める。
趣味は山歩き、ジョギング、犬の観察など。1995年には、日本列島3300キロメートルを徒歩で縦断している。好きな作家として、奥田英朗を挙げている。

## 作品リスト
単著
- 『完盗オンサイト』（2011年8月 講談社 / 2013年8月 講談社文庫）
- 『凸凹サバンナ』（2012年8月 講談社）

単行本未収録作品
- 「Duo〜二重奏〜」（『小説現代』2011年12月号）
- 「むじなタクシー」（『[小説現代』2014年9月号）